# Akito Takagi
Akito Takagi (髙木 彰人 Takagi Akito?, Sakai, Osaka, 4 de agosto de 1997) es un futbolista japonés que juega como delantero en el S. C. Sagamihara de la J3 League.

## Trayectoria

### Clubes
| Club                            | País  | Año       |
| ------------------------------- | ----- | --------- |
| Gamba Osaka                     | Japón | 2014-2020 |
| Montedio Yamagata (cedido)      | Japón | 2019      |
| Matsumoto Yamaga F. C. (cedido) | Japón | 2020      |
| Thespakusatsu Gunma             | Japón | 2021-2023 |
| S. C. Sagamihara                | Japón | 2024-     |